# 파르마의 마리아 루이사
파르마의 마리아 루이사(스페인어: María Luisa de Parma, 1751년 12월 9일~1819년 1월 2일)는 파르마의 필리포와 프랑스의 엘리사베타 사이에서 막내 딸로 태어났으며, 후에 스페인의 카를로스 4세와 결혼하여 스페인 왕비가 된다. 어머니 프랑스의 엘리사베타는 프랑스의 루이 15세의 딸이었다. 본래는 인판타 마리아였으나 아버지 필리포가 이탈리아 파르마의 공작이 되면서 인판타 직함이 삭제되었다.
남편인 카를로스 4세는 펠리페 5세의 손자로, 마리아 루이사에게는 사촌 오빠가 된다.

## 생애
그녀는 인판테 필리포와 인판타 이사벨 사이에서 태어나 스페인의 인판타로 태어났으나, 그의 아버지가 파르마 공작이 되면서, 인판타란 직함을 잃어버리고 파르마 공녀의 직함을 얻었다. 어머니 프랑스의 엘리사베타는 프랑스의 루이 15세의 딸로, 결혼하면서 이름을 스페인식인 이사벨로 개명하였다.
프랑스 공주였던 어머니 프랑스의 엘리사베타의 의해서 프랑스식 교육을 받으며 자라게 되었고, 14살이 되던 해에 사촌 오빠인 아스투리아스 공 카를로스와 결혼하였다.
1788년 12월 14일 남편 아스투리아스 공 카를로스가 카를로스 4세로 즉위하자, 그녀도 스페인 왕비가 되었다. 하지만 사냥을 매우 좋아하던 카를로스 4세는 궁을 비우는 날이 많아지게 되었고, 이는 마리아 루이사가 다른 남성들과 어울리게 되는 계기가 된다. 처음엔 귀족들과 어울리기 시작하였지만, 근위병이던 마누엘 데 고도이에게 반하였고, 그와 밀접한 관계를 가지게 되어, 일설에 의하면 프란시스코 데 파울라 왕자와 마리아 이사벨 공주는 카를로스 4세의 아이가 아닌 마누엘과의 사이에서 낳은 아이라고도 하지만, 이에 대해서는 알려진 바가 없다.
후에 나폴레옹 보나파르트에 의해서, 페르난도 7세가 강제 폐위되고, 호세 1세가 즉위하자 각지를 떠돌다 로마에 있는 바르베리니 궁전에서 사망한다.

## 자녀
- 카를로스 클레멘테(1771~1774)
- 카를로타 조아퀴나(1775~1830) 포르투갈 왕비(주앙 6세와 결혼)
- 마리아 루이사(1777~1782)
- 마리아 아말리아(1779~1798) 스페인 왕자비
- 마리아 루이사(1782~1824) 에트루리아 왕비(루도비코 1세와 결혼)
- 카를로스 프란시스코(1783~1784)
- 펠리페 프란시스코(1783~1784)
- 페르난도 7세(1784~1833)
- 카를로스 마리아(1788~1855)
- 마리아 이사벨 양시칠리아 왕비(프란체스코 1세와 결혼)
- 마리아 테레사(1791~1794)
- 펠리페 마리아(1792~1794)
- 프란시스코 데 파울라(1794~1865)